# 杉浦英吉
杉浦 英吉（すぎうら えいきち、1889年（明治22年）10月29日 - 1977年（昭和52年）12月28日）は、大日本帝国陸軍軍人。最終階級は陸軍中将。

## 経歴
1889年（明治22年）に千葉県で生まれた。陸軍士官学校第22期卒業。1937年（昭和12年）に陸軍歩兵大佐に進級し、岐阜連隊区司令官に就任した。1939年（昭和14年）に歩兵第117連隊長（第1軍・第108師団・歩兵第25旅団）に転じ、日中戦争に出動。八路軍との戦闘では悪戦苦闘の連続であった。
1940年（昭和15年）3月9日に陸軍少将に進級し、留守第8師団司令部附、9月28日に留守第5師団司令部附を経て、10月15日に歩兵第21旅団長（第12軍・第5師団）に転じた。その後第25軍隷下となり、マレー作戦・シンガポールの戦いに参加した。1942年（昭和17年）12月に第5歩兵団長（第19軍）に就任し、インドネシアの守備に当たった。
1943年（昭和18年）8月2日に第42師団兵務部長に転じ、1944年（昭和19年）2月10日に留守第2師団兵務部長、第72師団兵務部長を経て、7月8日に留守第2師団兵務部長を歴任した。7月14日に陸軍中将に進級し、第115師団長に親補され、中国大陸で終戦を迎えた。
1947年（昭和22年）11月28日、公職追放仮指定を受けた。

## 栄典
勲章
- 1941年（昭和16年）4月11日 - 勲二等瑞宝章[6]